# Batalla de Santa Rosa (Costa Rica)
La Batalla de Santa Rosa fue un enfrentamiento bélico que ocurrió el 20 de marzo de 1856 en la Hacienda Santa Rosa, Guanacaste, Costa Rica, en el marco de la Campaña Nacional de 1856-1857, y tuvo como resultado la expulsión del ejército filibustero comandado por William Walker de territorio costarricense.

## Antecedentes
En el siglo XIX, Nicaragua atravesaba por problemas políticos, situación aprovechada por el estadounidense William Walker, con tendencias esclavistas, que se regía bajo la doctrina del "Destino Manifiesto". Walker ofrece en Nicaragua su ayuda para solucionar los problemas logrando establecerse en ese país, pero sus verdaderas intenciones eran otras. Su presencia en Nicaragua tenía su explicación: tras el descubrimiento de oro en California en 1848, en 1849 se abrió la llamada vía del Tránsito, mediante la cual los viajeros que iban del este al oeste de Estados Unidos, se desplazaban de Estados Unidos a San Juan del Norte. El barco que los esperaba aquí, los conducía por el río San Juan y el Lago de Nicaragua a La Virgen, donde tomaban diligencias que los dejaban en San Juan del Sur, sitio en el que se embarcaban para California. El trayecto era a la inversa para quienes iban del oeste al este de Estados Unidos.
El éxito de la vía del Tránsito incrementó el interés por construir un canal interoceánico, y avivó la competencia entre Estados Unidos y Gran Bretaña, la cual culminó en la firma del tratado Clayton-Bulwer en abril de 1850, por el cual ambas potencias se comprometían a no tener un control exclusivo sobre el posible canal. En tales circunstancias, el interés de Walker por consolidar su presencia en el sur de Nicaragua y el norte de Costa Rica se explica porque tal dominio le garantizaría una posición estratégica en cualquier negociación para la construcción del canal. Aunque Walker ganaba apoyo de los liberales nicaragüenses y de los esclavistas de Estados Unidos, que veían la oportunidad de anexionar Centro América, también ganaba cierta aversión en la región centroamericana e incluso del Reino Unido que no admitía su presencia en el territorio.
En junio de 1855, William Walker desembarcó en el puerto nicaragüense de El Realejo, junto con cincuenta y siete hombres (la llamada "Falange Americana"), a bordo de un bergantín denominado "Vesta".
Cuando William Walker llegó a Nicaragua, este país sufría un gran conflicto interno entre dos Partidos políticos que se disputaban el poder (Democrático y Legitimista). La intervención del estadounidense en la guerra civil que se produjo por dicho conflicto, decidió el triunfo del grupo demócrata. Sin embargo, Walker se quedó con el mando de las fuerzas armadas y convirtió al presidente, Patricio Rivas, en un instrumento de sus caprichos.               
Dos sucesos antecedieron el estallido de la Campaña Nacional.

## Preparativos
Ante la presencia de los invasores en Nicaragua, que significaba un peligro para la integridad territorial de Costa Rica, el 25 de febrero de 1856, el presidente de Costa Rica, Juan Rafael Mora Porras, convoca extraordinariamente al Congreso para que lo autorice a llevar la guerra a Nicaragua, lo cual le es aprobado dos días después. Ese mismo día, mediante decreto, el ejército nacional de Costa Rica se elevó a nueve mil hombres y se ordena que en las provincias de Alajuela y Heredia se organizara inmediatamente una división de mil soldados con sus correspondientes jefes y oficiales.
El 28 de febrero, el presidente Juan Rafael Mora Porras decretó no reconocer misión alguna del Gobierno provisorio de Nicaragua y declara que tomará las armas para la defensa de los nicaragüenses del dominio filibustero, hasta arrojarlos de toda la América Central.

Compatriotas:
¡A las armas! Ha llegado el momento que os anuncié. Marchemos a Nicaragua a destruir esa Falange impía que la ha reducido a la más oprobiosa esclavitud. Marchemos a combatir por la libertad de nuestros hermanos.
Ellos os llaman, ellos os esperan para alzarse contra sus tiranos. Su causa es nuestra causa. Los que hoy los vilipendian, roban y asesinan, nos desafían audazmente e intentan arrojar sobre nosotros las mismas ensangrentadas cadenas. Corramos a romper las de nuestros hermanos y a exterminar hasta el último de sus verdugos.
No vamos a lidiar por un pedazo de tierra: no por adquirir efímeros poderes; no por alcanzar misérrimas conquistas, ni mucho menos por sacrílegos partidos. No, vamos a luchar por redimir a nuestros hermanos de la más inicua tiranía: vamos a ayudarlos en la obra fecunda de su regeneración, vamos a decirles: Hermanos de Nicaragua, levantaos: aniquilad a vuestros opresores. Aquí venimos a pelear a vuestro lado por vuestra libertad, por vuestra patria. Unión, nicaragüenses, unión. Inmolad para siempre vuestros enconos; no más partidos, no más discordias fratricidas. Paz, justicia y libertad para todos. Guerra sólo a los filibusteros.
Juan Rafael Mora Porras.

El 1 de marzo, Costa Rica declara la guerra a los filibusteros. El ejército expedicionario costarricense, bajo el mando del General José Joaquín Mora Porras, hermano del presidente, se reúne en San José el 3 de marzo. El 4 de marzo se inicia la marcha desde San José hacia la frontera norte, llegando a Liberia el 12 de marzo, donde se unen al Batallón de Moracia, organizado en esa ciudad (Departamento de Moracia fue el nombre con el que se conoció a la provincia de Guanacaste hasta 1860), bajo el mando de José María Cañas.
Un día antes, el 11 de marzo, el presidente Patricio Rivas de Nicaragua declara la guerra a Costa Rica. William Walker envía a cargo del Coronel Louis Schlessinger, militar de carrera húngaro, que dominaba varias lenguas, entre ellas el francés, alemán, español, y el inglés, un ejército de alemanes, franceses y norteamericanos constituido de entre 280 y 300 hombres.
Las tropas de Walker, salen de La Virgen de Nicaragua el día 13 de marzo de 1856 siguiendo la Vía del Tránsito, hasta San Juan del Sur en ruta a Costa Rica. El objetivo era enfrentar a las tropas costarricenses lo más alejadamente posible de dicha vía, con la finalidad de evitar que esta fuese cerrada y de esta forma proteger los interés de la Compañía del Tránsito. Además como medidas adicionales reforzaron las guarniciones del Castillo Viejo y el Punto Hipp,  conocido por los costarricenses como La Trinidad.
El día 15 arriban a La Flor, en territorio nicaragüense, un día después cruzan la frontera con Costa Rica y llegan a las Salinas de Bolaños,  conocidas hoy como Puerto Soley. En este lugar, aniquilan la guarnición, constituida por siete hombres y una mujer, que realizaba las labores de la cocina. Igual suerte corrieron dos de tres hombres capturados, que habían sido enviados como emisarios a Granada (Nicaragua) por el presidente Juan Rafael Mora Porras.
Después de Salinas, las tropas de Walker se dirigieron a la Hacienda del Naranjo en donde destruyeron muelles y enseres, iguales actos cometieron en las Haciendas del Amo y Sapoá donde son detectadas por una avanzada del ejército costarricense para el día 18. El arribo de las tropas de Walker a la hacienda Santa Rosa se produce la tarde del 19 de marzo.
La noticia de la invasión del territorio costarricense llega el 17 de marzo por medio del dueño de la hacienda Sapoá.  Ante esta situación se dispone que el general Cañas se quede en Liberia con el grueso del ejército, mientras que un contingente de 500 hombres al mando del Coronel Lorenzo Salazar y reforzado por cien lanceros bajo las órdenes del Mayor Julián Arias y del Capitán Juan Estrada, salgan en la madrugada del 18 de marzo, con el objeto de ir a su encuentro. El 19 de marzo las fuerzas costarricenses reciben el refuerzo del General Mora y del teniente coronel José María Gutiérrez con 100 hombres y dos cañones pequeños. La noche del 19 de marzo, el ejército costarricense riposta en la Hacienda "El Pelón", la cual había pertenecido al suegro del General Mora, don Agustín Gutiérrez.
Los costarricenses reanudan la marcha el día 20 de marzo durante las horas de la madrugada, pero ante el rumor de la presencia del enemigo en la proximidades de los Llanos del Coyol, se decide enviar una avanzada en misión de exploración, que logra apresar un filibustero que se había quedado rezagado. Este soldado pretendió engañar al ejército costarricense llevándolo en sentido contrario, pero fue descubierto en su intento al descubrirse las huellas del grupo invasor, sobre uno de los senderos que conducían a la Hacienda Santa Rosa, por lo que se toma la decisión de enviar en labor de reconocimiento al Teniente Macedonio Esquivel, quien en efecto pudo observar la presencia de los filibusteros en la casa de la hacienda.

"El jueves 20 del corriente, con noticia de haber visto a los filibusteros en el llano del coyol, me puse en marcha con la columna que saqué de Liberia"
"Mucho costó conducir los dos cañoncitos de a tres, por lo quebrado e impracticable del camino."
"Tomamos un filibustero que procuró engañarnos, guiándonos hacia el enemigo por un lado enteramente opuesto a aquel en que se hallaba, pero desconfiando de él, quise, antes de seguirle, registrar el llano del Coyol. Seguimos la marcha y a corto trecho descubrimos huellas de botas en un camino que conduce a la hacienda de Santa Rosa. Mande a un ayudante adelantarse para observar las casas de dicha hacienda y retornó con la razón de estar allí el enemigo."
José Joaquín Mora Porras.

## La batalla
El 20 de marzo de 1856, doscientos ochenta americanos u otros que han adoptado la nacionalidad de los Estados Unidos, al mando del Coronel Luis Schlessinger, del ejército de Nicaragua, se encontraron en la hacienda Santa Rosa, a diez y ocho millas de Guanacaste, en esta República, con un cuerpo del ejército de Costa Rica, compuesto de 600 a 1000 hombres: y en el espacio de 15 minutos, sufrieron una terrible derrota. No se encuentra un hecho semejante en la historia de los ejércitos americanos, a no ser el saqueo de la ciudad de Washington. Todas las ventajas del tiempo y de lugar estaban a nuestro favor; el prestigio del valor americano estaba en riesgo de un golpe; todo contribuía a ganar la batalla; pero ninguna de estas ventajas ni todas ellas juntas, nos libraron de una cruel y vergonzosa derrota
Diario "El Nicaragüense", 14 de abril de 1856.

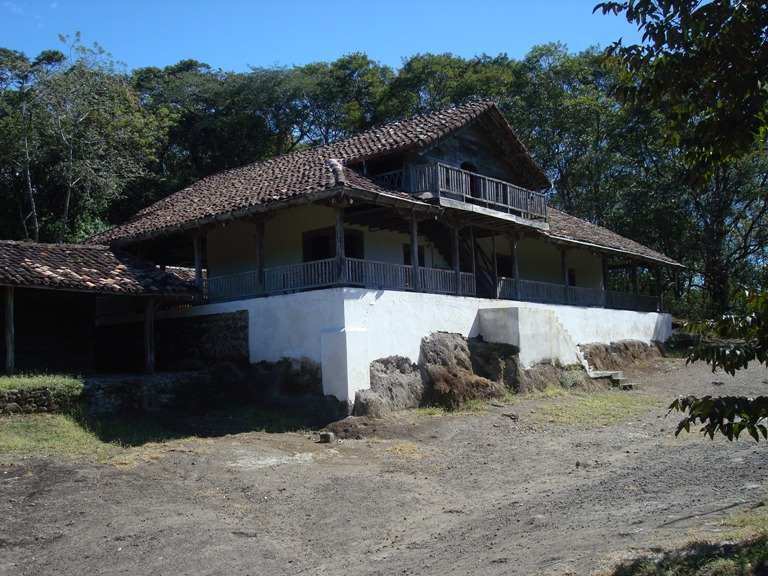
Casona de Santa Rosa

El 20 de marzo de 1856, las tropas del Coronel Schlessinger se encontraron en la Hacienda Santa Rosa, a unos 35 kilómetros de Liberia, con las tropas al mando del General José Joaquín Mora, que consistían en unos 600 a 700 hombres de a pie, una unidad de caballería y dos cañones.

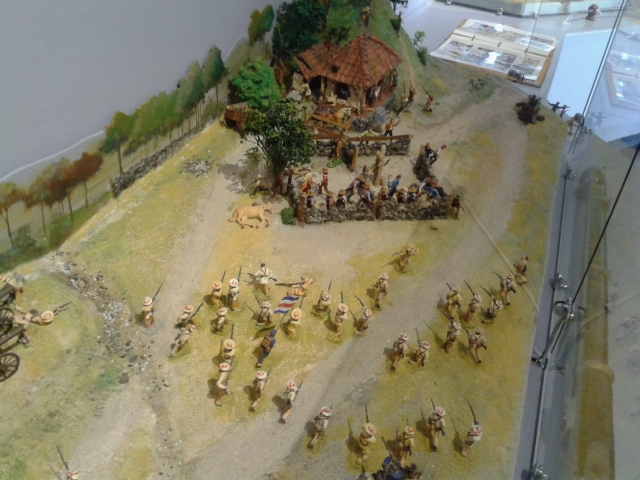
Diorama que representa la batalla de Santa Rosa, llevada a cabo el 20 de marzo de 1856 en Santa Rosa, Guanacaste, Costa Rica. En dicha batalla, el ejército de Costa Rica expulsó a las tropas filibusteras de William Walker que habían invadido el territorio nacional. Museo Histórico Cultural Juan Santamaría.

Según la descripción que el propio General Mora realiza, la tropa costarricense se dividió en cuatro grupos: uno a cargo del Coronel Lorenzo Salazar, con 280 hombres, debía atacar el frente, la izquierda y el flanco derecho de la casa; un segundo grupo, al mando del Capitán Mateo Marín, se encargaría del ataque de artillería con los dos cañones, por el mismo flanco derecho, que era el más accesible. El Capitán José María Gutiérrez, al mando de 200 hombres, flanquearía la casa por la retaguardia, colocando su tropa sobre una colina localizada hacia el norte de la casona. El escuadrón de caballería quedó formado en el callejón hasta recibir la orden de cargar al enemigo, cuando se le desalojara de sus posiciones, y la tropa de Moracia, en número de doscientos hombres, se formó en batalla en el callejón para cubrir la retirada en caso necesario.
Según la crónica de Mora, el enfrentamiento principal tuvo lugar en los corrales aledaños a la casona:

Los filibusteros no hicieron ni un tiro; nos aguardaban de cerca, con la esperanza de que su primer descarga nos derrotaría. Tampoco los nuestros dispararon hasta hallarse a veinte varas del enemigo. Rompieron entonces un fuego sostenido, que duro como tardaron los costarricenses en llegar a las cercas. Desde este instante, solo los piratas dispararon. Los nuestros saltaban a los corrales, sin que el mortífero fuego que sufrían bastara a detenerlos.
Allí murió el valiente oficial Manuel Rojas. Una vez dentro no hubo ya esperanza para los malhechores; el sable y la bayoneta los hacían trizas y ellos, aterrados, ni atinaban ofender con sus tiros".
José Joaquín Mora Porras.

Tras los primeros cinco minutos de batalla, los filibusteros, superados, se atrincheraron en la casa misma, donde se vieron cercados por las tropas de Gutiérrez y el fuego de artillería de los cañones al mando de Marín. En el asalto del patio de la casona, murió el Capitán costarricense Manuel Quirós, quien pertenecía al Estado Mayor. Tras una solicitud del Coronel Salazar para prenderle fuego a la estructura, ésta se vio frustrada por el prematuro asalto del Capitán Gutiérrez, quien murió combatiendo con pistola y sable en mano dentro del recinto atestado de enemigos. Tras la muerte de Gutiérrez, la casa fue invadida por todas partes, provocando la confusión entre los diezmados filibusteros. Ante la acometida, Schlessinger dio orden a las compañías francesa y alemana que se retirasen para tomar una mejor posición, pero la orden fue malentendida y creyendo que se les ordenaba la retirada, huyeron en fuga, siendo a continuación perseguidos por la tropa de Moracia y los lanceros del Capitán Estrada. La batalla, en total, había durado unos 14 a 18 minutos.

Las tropas se acobardaron pronto y el Coronel Schlessinger dio orden a las compañías alemana y francesa para que se retirasen y tomasen mejor posición. Esta orden fue mal entendida y creyendo que se les ordenaba la retirada aquellas compañías se pusieron en precipitada fuga. El Coronel según dice, corrió a reunir a los fugitivos, pero se creyó que él también huía y con esto la derrota fue general. Nuestras tropas tomaron diferentes direcciones, esparciéndose en un terreno quebrado y montañoso, enteramente desconocido de ellas. Temerosos nuestros soldados de atravesar el camino, porque podían caer en poder de las partidas que el enemigo había destacado antes para cortarlos, se dividieron en pequeñas porciones y después de una pesadísima jornada, dentro de las montañas y en un camino quebrado, sin pan y sin agua, nuestros infelices compañeros llegaron a la bahía de La Virgen en pequeños grupos, muertos de fatiga, desnudos, descalzos y casi pereciendo.
Diario "El Nicaragüense", 14 de abril de 1856.

Según el reporte de bajas del General Mora enviado al presidente, murieron un total de 19 personas en el bando costarricense (4 oficiales y 15 soldados) y 32 heridos. En el bando filibustero, se contabilizaron 26 muertos, más otros que murieron de sus heridas en el escape en la espesura de la selva y que no fueron contabilizados; hubo 19 prisioneros (18 de ellos fueron fusilados) y numerosos heridos. No se conoce reporte oficial de sus bajas por parte del mando filibustero.

## Repercusión
La victoria costarricense en Santa Rosa permitió la expulsión de los filibusteros de suelo costarricense, trasladando el escenario de la guerra a la vecina Nicaragua, en el marco de la Guerra Nacional de Nicaragua, a la vez que llena de optimismo al ejército expedicionario costarricense. La acción de Santa Rosa, también, marca "la raya sur" al expansionismo imperial de los Estados Unidos durante el siglo XIX.
El expresidente colombiano Pedro Alcántara Herrán, de visita en Costa Rica y conocido el hecho de Santa Rosa, hace un donativo para huérfanos y viudas y escribe un reconocimiento del suceso, en el que compara al presidente Mora con el General Washington.

En un pequeño recinto de Centroamérica están ocurriendo en este momento hechos grandes y gloriosos que merecen la admiración de naciones poderosas. El pueblo de Costa Rica, modesto, laborioso, honrado e inofensivo con los que no le hacen mal, se levanta de repente como un coloso, vence y aterra a las orgullosas legiones de hombres feroces que la amenazan y da la mano al pueblo vecino para que recobre su libertad. ¡Ojalá que este ejemplo de sublime patriotismo sea apreciado y proclamado como merece en toda la América española! ¡Ojalá que los gobernantes imiten en iguales circunstancias al virtuoso Presidente de Costa Rica, temible como Washington en la guerra, magnánimo como Washington en la paz!
Pedro Alcántara Herrán

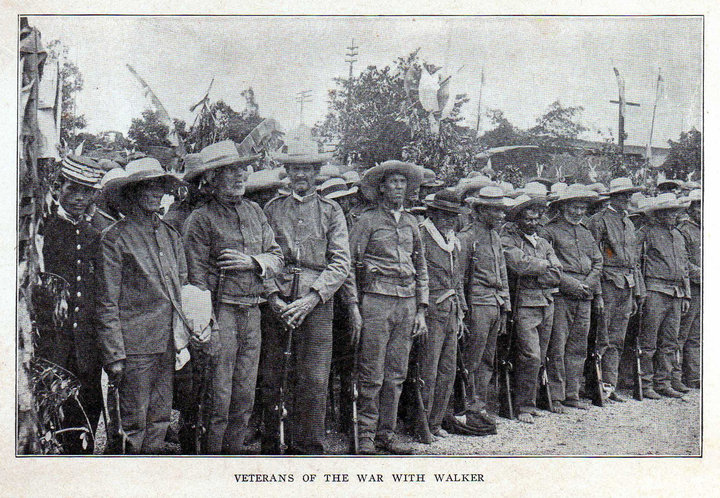
Reunión de veteranos de la Campaña Nacional en la inauguración del Monumento Nacional el 15 de septiembre de 1895

El papa Pío IX, conocido el acontecimiento, al recibir las credenciales del embajador de los Estados Unidos, el sumo pontífice saluda una proclama contra «i filibusteri» publicada ese día en la prensa de Roma.

todo Centroamérica se levantará para rechazar esas bandas de forajidos norteamericanos, cuyos principios y actos son antisociales, anticatólicos y antihumanos.
Pío IX

El maestro mexicano José Vasconcelos escribe, en recuerdo de Santa Rosa:

Costa Rica, rompiendo su aislamiento, venciendo su modestia, se constituye en conciencia de la América española. El 20 de marzo es fecha que debiera ser festejada en todo el continente […] sin rencores, pero también sin arrepentimientos. En este día todos los maestros de escuela de la América española deberían relatar a sus alumnos los pormenores de esta gloriosa acción de armas.
José Vasconcelos

.